# کریویوتو درامز
کریویوتو درامز (به انگلیسی: Craviotto drums) یک شرکت تولیدکننده درام است که در نشویل، تنسی مستقر است.